# Tufilândia
Tufilândia är en kommun i Brasilien.   Den ligger i delstaten Maranhão, i den nordöstra delen av landet, 1 400 km norr om huvudstaden Brasília. Antalet invånare är 5 607.
Omgivningarna runt Tufilândia är huvudsakligen savann. Runt Tufilândia är det ganska glesbefolkat, med 28 invånare per kvadratkilometer.